# Crocidura bottegoides
Crocidura bottegoides, musaraña de Bale, es una especie de mamífero soricomorfo de la familia Soricidae, endémica del centro de Etiopía. 
La especie se ha descrito sobre la base de cinco especímenes recogidos en cinco localidades distintas.
Vive en un territorio de menos de 500 km² y entre los 2400 y 3280 m de altitud, en las montañas Bale y Albasso en la región de Oromía, Etiopía. De hábitos terrestres, se encuentra en los claros herbáceos de las manchas boscosas de este territorio —bosques húmedos de ribera, brezales de Erica arborea, selvas tropicales y bosques escarpados—, sobre todo en el bosque de Harenna.
Aparece catalogada en la Lista Roja de la UICN como «en peligro de extinción». Además de su pequeña área de distribución, sus principales amenazas son los incendios y la recogida de leña y madera por parte de los pobladores locales y grupos de insurgentes.